# Lee Coulton
Lee Coulton (ur. 24 maja 1977) – piłkarz z Turks i Caicos grający na pozycji obrońcy, dwukrotny reprezentant Turks i Caicos, grający w reprezentacji od 2008 roku.

## Kariera reprezentacyjna
Lee Coulton rozegrał w reprezentacji dwa oficjalne spotkania podczas eliminacji do MŚ 2010. W pierwszym swoim spotkaniu, jego ekipa u siebie podejmowała drużynę Saint Lucia. Turks i Caicos wygrało ten mecz 2−1. W swoim następnym meczu, również przeciwko reprezentacji Saint Lucia, Coulton i jego ekipa przegrali 0-2.

## Mecze w reprezentacji
| Lp. | Data          | Miejsce        | Sędzia główny     | Gospodarz      | vs | Gość           | Wynik | Uwagi          |
| --- | ------------- | -------------- | ----------------- | -------------- | -- | -------------- | ----- | -------------- |
| 1.  | 6 lutego 2008 | Providenciales | Alfredo Whittaker | Turks i Caicos | –  | Saint Lucia    | 2:1   | el. do MŚ 2010 |
| 2.  | 26 marca 2008 | Vieux Fort     | Mark Forde        | Saint Lucia    | –  | Turks i Caicos | 2:0   | el. do MŚ 2010 |